# Фишбахау
Фишбахау (нем. Fischbachau) — община в Германии, в земле Бавария. 
Подчиняется административному округу Верхняя Бавария. Входит в состав района Мисбах.  Население составляет 5430 человек (на 31 декабря 2010 года). Занимает площадь 75,91 км².

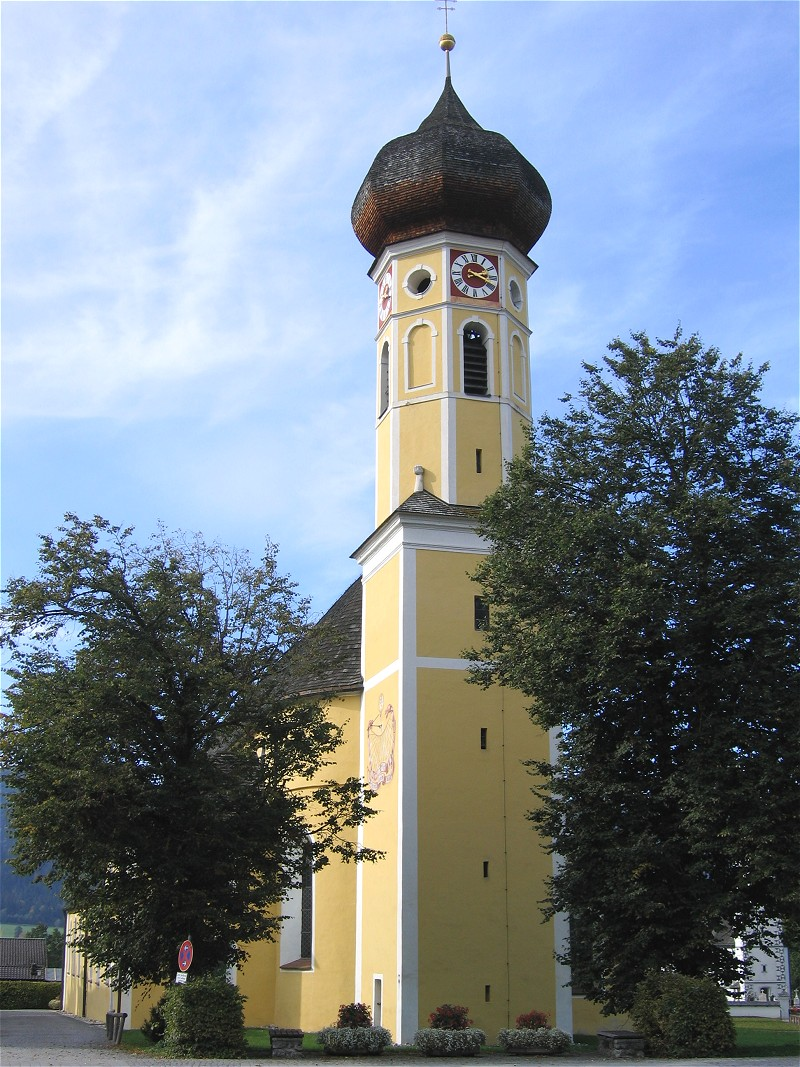
Фишбахау